# Hecalus prasinus
Hecalus prasinus är en insektsart som beskrevs av Matsumura 1905. Hecalus prasinus ingår i släktet Hecalus och familjen dvärgstritar. Inga underarter finns listade i Catalogue of Life.